# Katalánské země

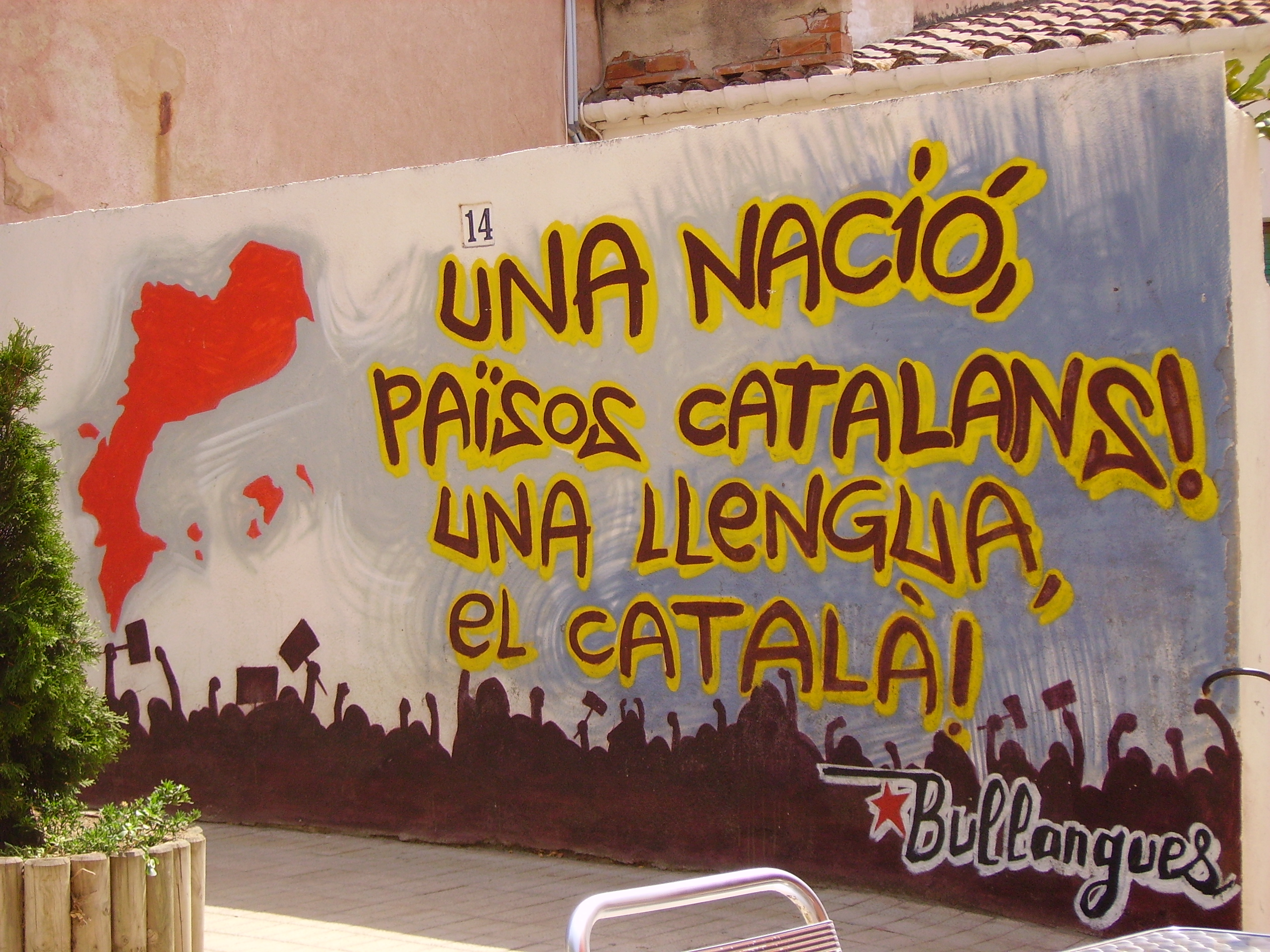
Nacionalistické graffiti na zdi v Katalánsku: Jeden národ, katalánské země! Jedna řeč, katalánská!

Katalánské země (katalánsky Països Catalans, španělsky Países Catalanes, francouzsky Pays catalans, italsky Paesi Catalani) je katalánské označení oblastí, kde se hovoří katalánsky. Jedná se o Katalánsko, menší část Aragonu zvanou Franja de Aragón, Baleárské ostrovy, větší část Valencijského společenství, kde se pro katalánštinu používá název valencijština, malou část Murcie zvanou Carche, Andorru, většinu departementu Východní Pyreneje (le Pays Catalan, tzv. Severní Katalánsko) a město Alghero na Sardinii.